# Dent d'Orlu
La dent d'Orlu, originellement pic de Brasseil, est un sommet des Pyrénées françaises situé à l'est du département de l'Ariège sur la commune d'Orlu en région Occitanie. Avec une altitude de 2 222 mètres il fait partie des pics de moyenne altitude de la chaîne des Pyrénées. Sa forme escarpée et raide, avec une très grande voie de (500-1 100 m) sur les faces Sud et Sud-Est, lui confère sa renommée de terrain d'escalade.
Depuis 1998, le pic fait partie intégrante de la réserve nationale de chasse et de faune sauvage d'Orlu, permettant l'accroissement considérable de la faune présente sur le site. Il n'est pas rare d'y croiser des isards, chevreuils et Grands Tétras.

## Toponymie
Dans les écrits et cartes géographiques datant de 1880, le pic de Brasseil est mentionné sous l'appellation de pic de Berceil, et de pic de Brasseil. Soit deux appellations différentes pour le même pic.
L'appellation populaire dite dent d'Orlu date du début du XXe siècle. Elle est vraisemblablement due à sa forme de canine pointue. C'est sous cette dernière appellation que le pic est le plus connu. Cependant, sur les cartes géographiques, l'appellation est « pic de Brasseil dit dent d'Orlu ».

## Géographie

### Localisation
La dent d'Orlu est située dans la chaîne des Pyrénées, en vallée de l'Oriège, dans le département de l'Ariège sur la commune d'Orlu. Le pic fait partie intégrante de la réserve nationale de chasse et de faune sauvage d'Orlu.

### Topographie
Avec son altitude de 2 222 mètres, il offre une belle vue sur la vallée. Il a une forme escarpée et raide côté sud.

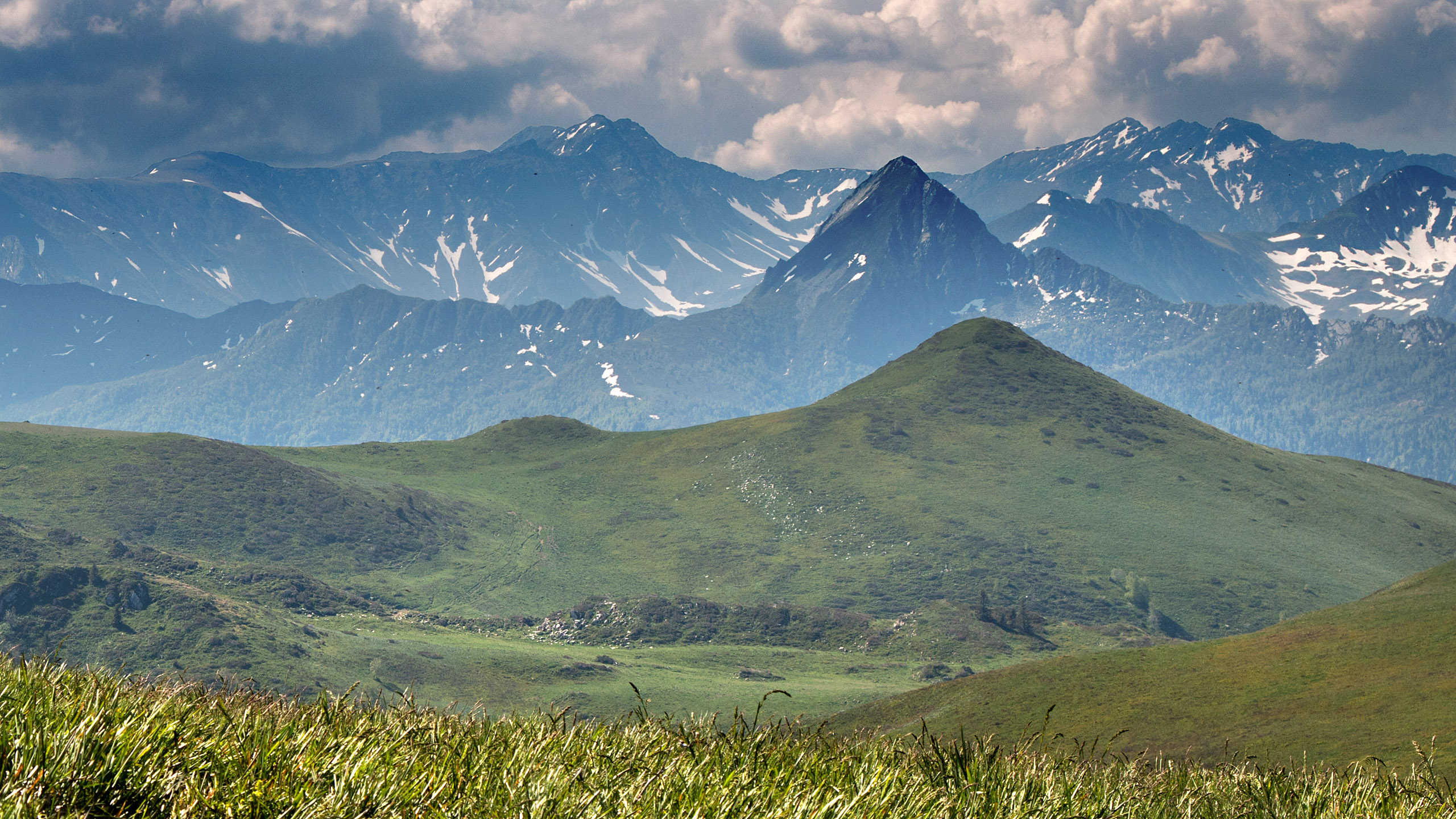
Dent d'Orlu vue depuis le pic du Pénédis (Montaillou).
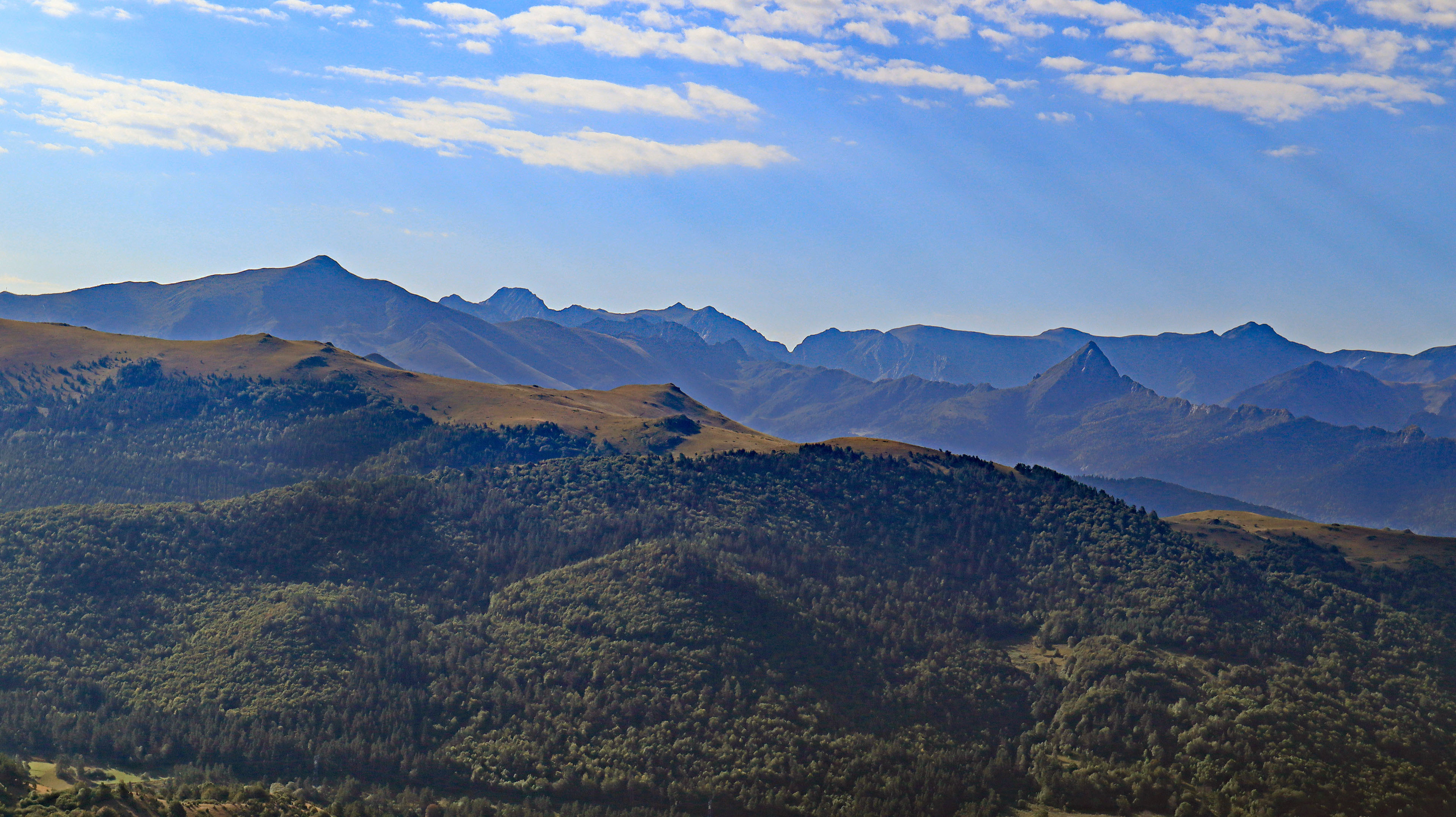
Tarbesou, roc Blanc, porteille d'Orlu, dent d'Orlu, Carlit.
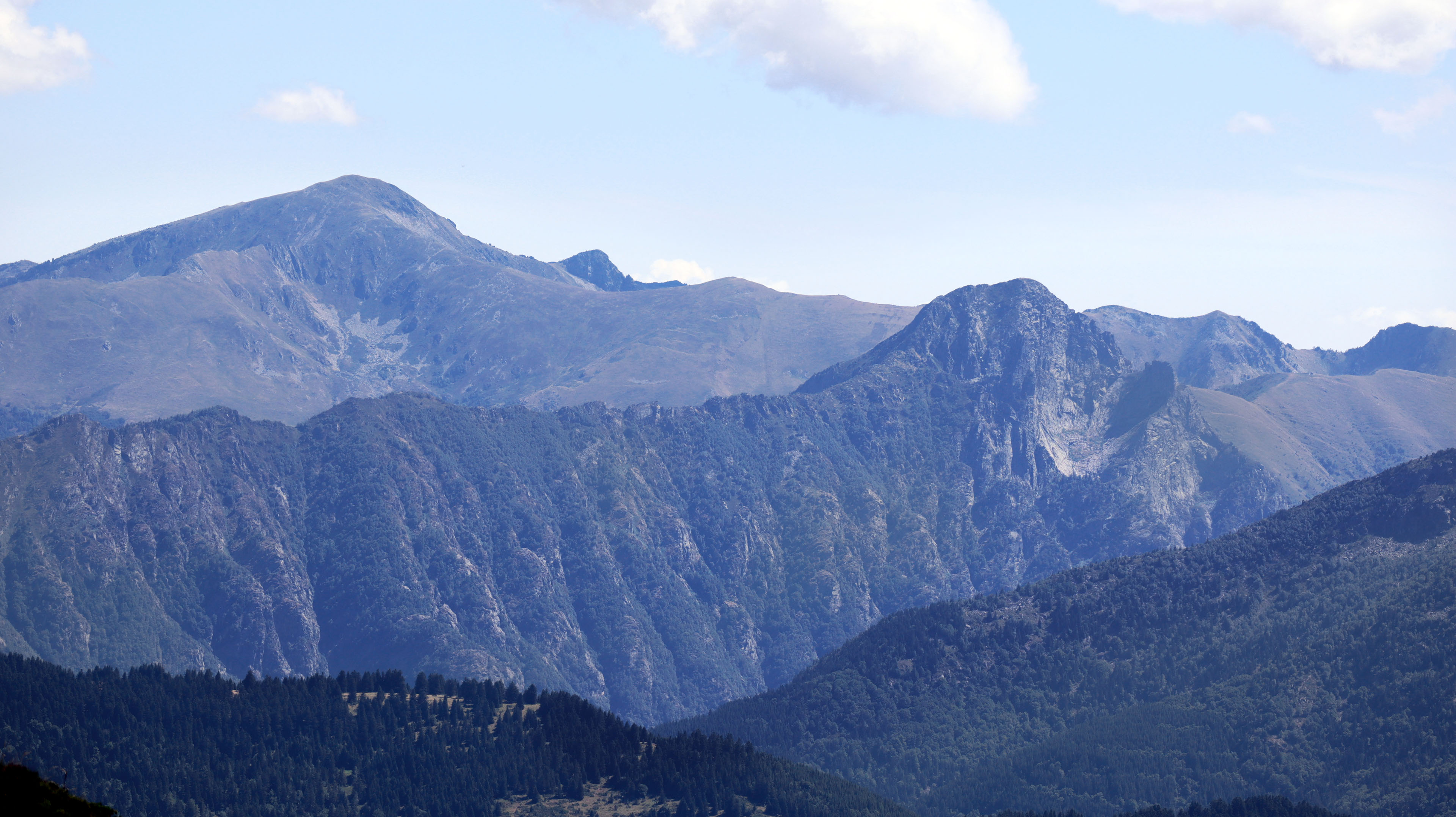
Dent d'Orlu vue de Bonascre.
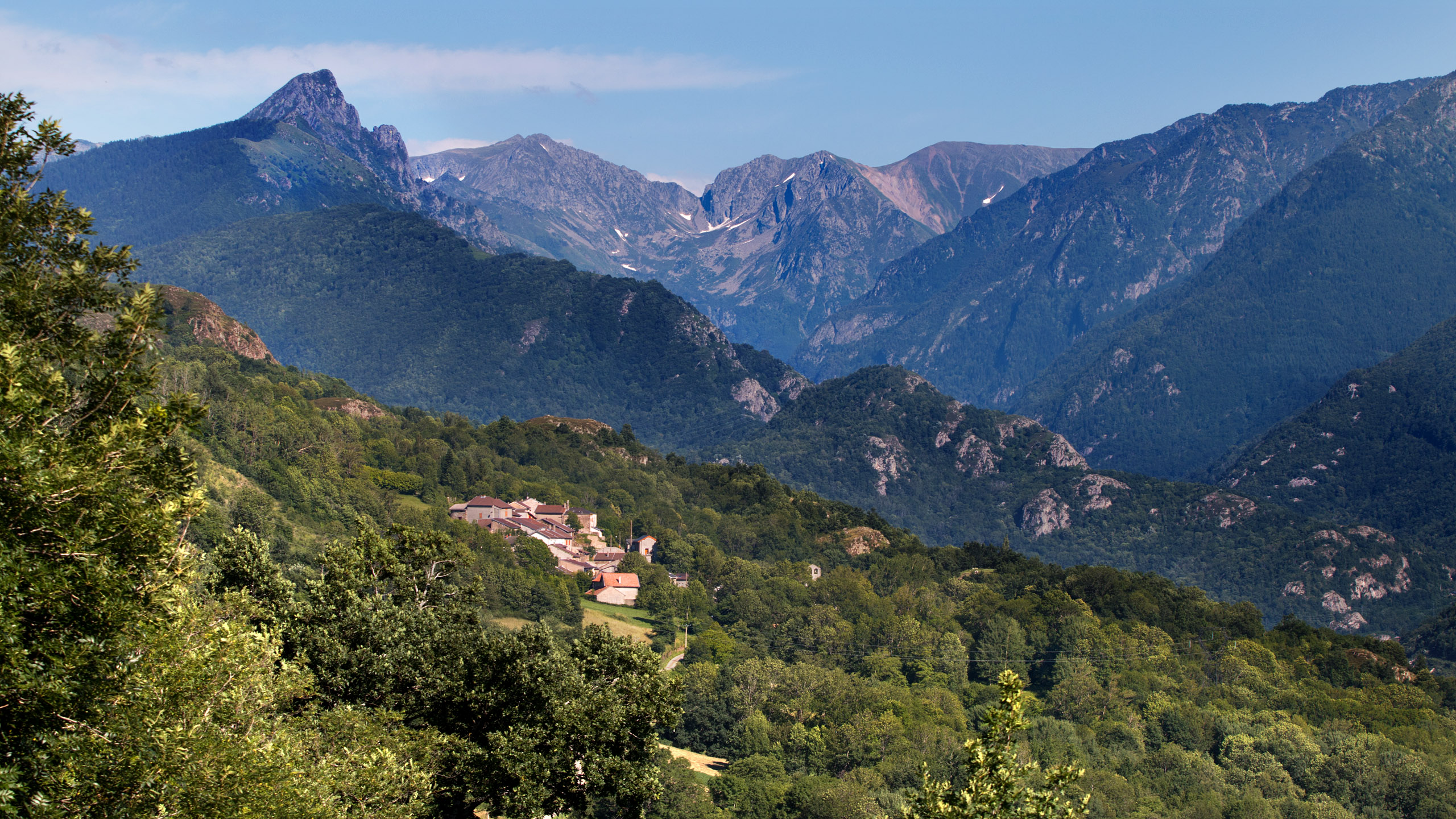
Dent d'Orlu, Vaychis au premier plan.

### Hydrographie
La dent d'Orlu est dépourvue de rivière pérenne. Aucun des ruisseaux et des rivières situés sur la commune d'Orlu ne prend sa source au pic du massif. Il est entouré du rec de Brasseil et du rec de la Trémège tronçons affluents de l'Oriège.

### Géologie
L'ère primaire apporte une accumulation par couches de dépôts de sédiments qui se transforment de façon progressive en roches.
Les mouvements géologiques de l'orogenèse hercynienne, entre le Dévonien et de Permien, bouleversent l'ensemble du paysage et donnent naissance à la partie profonde de la chaîne actuelle des Pyrénées.
Au centre des roches sédimentaires plissées et métamorphisées, apparaissent les matériaux profonds : roches granitiques et métamorphiques. La dent d'Orlu est un bloc de gneiss, roche métamorphique provenant du métamorphisme du granite, exhumé après une érosion intense de la chaîne hercynienne.

### Climat
La chaîne des Pyrénées se situe à un carrefour entre le climat océanique, méditerranéen, continental et alpin.

### Faune et flore
La diversité des conditions climatiques est à l'origine de l'importante biodiversité floristique et faunistique existant sur la zone. De ce fait, la diversité des habitats (pelouses, landes, forêts, zones humides, falaises) en font une composante essentielle à la richesse naturelle de la réserve nationale de chasse et de faune sauvage.

#### Faune

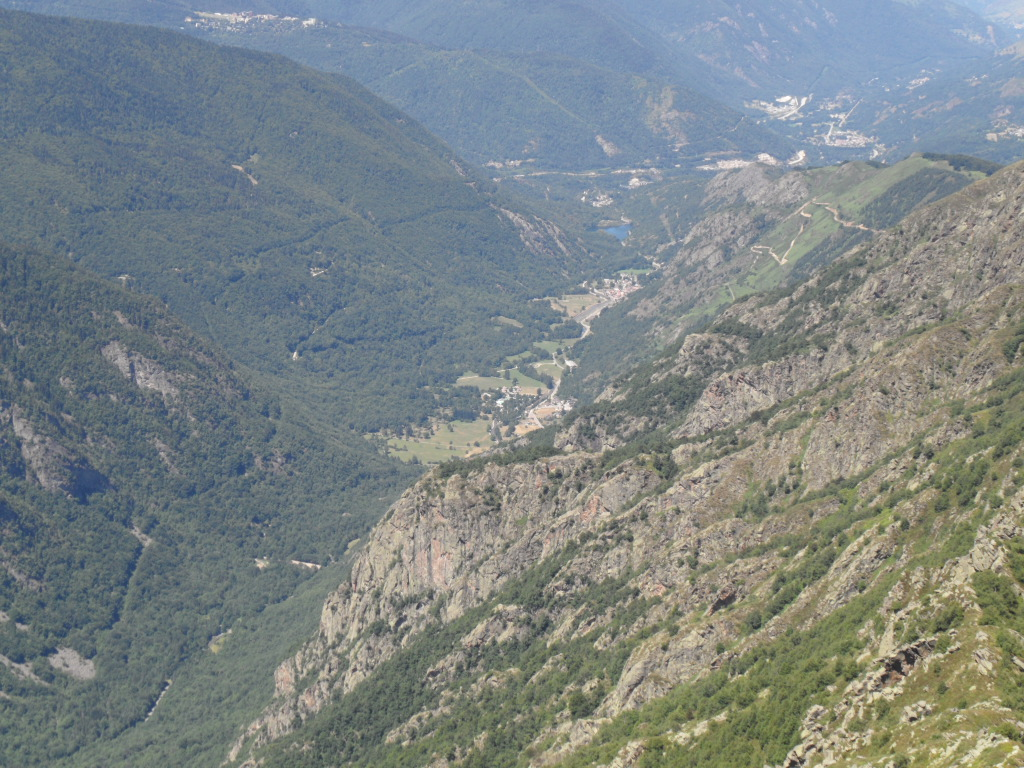
Vue de la vallée d'Orlu depuis la dent d'Orlu.

Le classement de la zone a considérablement fait croître la faune présente sur le site. À titre d'exemple, l'isard voit une augmentation moyenne de sa population de l'ordre de 8 % par an. Ainsi cette zone permet de repeupler des zones des Pyrénées dépourvues ou fragilisées. Les animaux sont capturés et déplacés vers une autre zone.
Voici une liste non exhaustive de la faune présente sur le site et sur la dent d'Orlu :
- Isard, Cerf élaphe, Chevreuil et sanglier ;
- Grand Tétras ;
- Belette, Martre des pins, Hermine et Loutre d'Europe ;
- Renard roux, Loup gris ;
- Marmotte des Alpes introduite dans la zone en 1950 ;
- Desman des Pyrénées, espèces répertoriées vulnérables par le Centre mondial de surveillance pour la conservation de la nature.

#### Flore
La dent d'Orlu possède en son pied une flore extrêmement riche due au classement du site. Cependant, en son sommet, celle-ci est totalement dépourvue de flore. On peut y apercevoir des espèces protégées, au niveau national mais aussi régional comme la Gagée jaune, la Droséra à feuilles rondes, le Lis des Pyrénées, la Gentiane de Burser et la Fritillaire des Pyrénées.

## Histoire
En 1897 des chasses annuelles d'isards sont réalisées sur le pic.
En 1902, Jean d'Ussel tente une ascension infructueuse du pic de Brasseil par Orlu, tentative mentionnée par Henri Beraldi dans Cent ans aux Pyrénées.

## Activités

### Randonnée
Un sentier permet aux randonneurs d'accéder au sommet par le nord à partir d'Ascou en moins de deux heures.
Depuis la ville d'Ax-les-Thermes, après avoir longé le lac de Goulours, une piste sur la gauche se dessine. Un panneau indiquant « Pyrénées propres » et deux ruisseaux sont à franchir. Une montée assez raide se profile, laissant place à une clairière à traverser diagonalement. Après avoir franchi la forêt, la crête est visible. La montée se fait à droite le long de la crête du Sarrat de la Llau jusqu'au col de Brasseil. Ensuite deux itinéraires possibles, soit par la droite, soit par la gauche, pour arriver au sommet (itinéraire balisé une partie, le sentier est bien marqué, niveau moyen à difficile, (environ 4 h de marche).

### Escalade

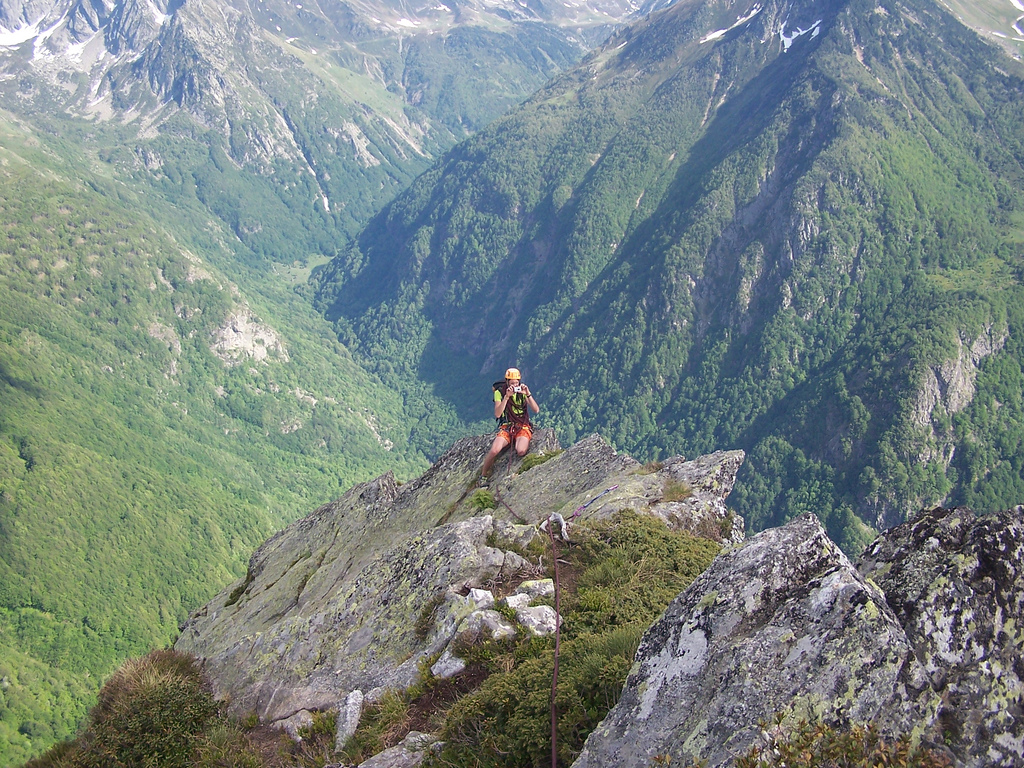
Escalade à la dent d'Orlu.

La dent d'Orlu est surtout connue pour ses voies d'escalades : des voies relativement courtes (300 m) sur la face Est qui s'apparente à une « école d'escalade », et de très grandes voies (500-1 100 m) sur les faces Sud et Sud-Est.

### Protection environnementale
La réserve nationale de faune d'Orlu a été créée par un particulier en 1947. Elle est devenue réserve nationale de chasse durant l'année 1981. Son classement en réserve nationale de chasse et de faune sauvage est effectif à partir de 1998.

## Notoriété
Dessiné en 1971 par le peintre ariégeois Ryton Cazenave, l'insigne national des Unités de montagne de la Gendarmerie nationale (comprenant les Pelotons de gendarmerie de haute montagne et les pelotons de gendarmerie de montagne) intègre de manière stylisée la dent d'Orlu et le pic de Tarbésou.

## Légende
Une légende de la fin du XIXe siècle ou du début du XXe siècle fait référence à la dent d'Orlu. Cette croyance est rapportée par Marcailhou d'Aymeric au bulletin de la Société de géographie de Toulouse le 7 avril 1913 sous le titre À travers les sommets d'Ax-les-Termes à Thuez : « Satan excursionnant de par le monde, franchissant les monts de ses ailes puissantes, calcula mal son vol et tomba si malencontreusement qu'il s'empala sur la dent d'Orlu [...]. »